# 유아 (가수)
유아(본명: 유시아, 1995년 9월 17일~ )는 대한민국의 가수이며 대한민국 걸그룹 오마이걸의 멤버로 활동하고 있다.

## 학력
- 장평중학교(졸업)
- 해성국제컨벤션고등학교(졸업)
- 세종대학교 글로벌지식평생교육원 실용무용학과(졸업)[1]

## 생애
1995년 9월 17일에 서울에서 태어났다. 초등학교 시절에는 육상 선수로 활약하기도 했다. 오빠 유준선은 안무가이며, 원밀리언 댄스 스튜디오에서 활동 중이다.
2015년 걸그룹 오마이걸의 멤버로 데뷔했다. 오마이걸에서 유아는 메인댄서 포지션을 맡았다. 2017년에는 아이돌 드라마 공작단에 출연했다.
2020년 9월에는 미니 음반 Bon voyage를 발표하며 솔로 가수로 데뷔하였다. 유아는 타이틀곡 숲의 아이로 활동했으며 9월 15일 더 쇼에서 1위를 수상하였다.
유아의 본명은 유연주였으나 오마이걸로 데뷔한 이후 유시아로 개명했다. 본명이 JYJ 김준수의 예명인 "XIA"와 혼동될 소지가 있어, "시아" 대신 "유아"라는 예명으로 이용하고 있다.

## 음반

### EP
| 앨범 정보  | 발매일         | 프로듀서 | 수록곡                                                  |
| ---------- | -------------- | -------- | ------------------------------------------------------- |
| Bon voyage | 2020년 9월 7일 | 이원민   | - 숲의 아이 - 날 찾아서 - Diver - 자각몽 - End Of Story |

### 기타 음반
| 앨범 정보                       | 발매일           | 가수                                                  | 수록곡                                                                    |
| ------------------------------- | ---------------- | ----------------------------------------------------- | ------------------------------------------------------------------------- |
| 인기가요 뮤직크러쉬 Part 2      | 2016년 11월 27일 | 써니걸스 (유아, 은하, 성소, 나영, 낸시)               | - Taxi                                                                    |
| 앨범 정보                       | 발매일           | 가수                                                  | 수록곡                                                                    |
| 아이돌 드라마 공작단 OST Part.2 | 2017년 6월 14일  | 옆집소녀 (문별, 슬기, 유아, 디애나, 소희, 수정, 소미) | - Deep Blue Eyes (Prod. By 진영) - Deep Blue Eyes (Prod. By 진영) (Inst.) |
| 앨범 정보                       | 발매일           | 가수                                                  | 수록곡                                                                    |
| 모닝콜을 부탁해                 | 2018년 5월 2일   | 유아                                                  | - 모닝콜 (Prod. 피터팬 컴플렉스) - 모닝콜 (Inst.)                         |
| 앨범 정보                       | 발매일           | 가수                                                  | 수록곡                                                                    |
| 개가수 프로듀서 - 스트리밍      | 2018년 7월 24일  | 후이, 유아, 우석                                      | - This Stop Is - This Stop Is (Inst.)                                     |

## 음반 외 활동

### 광고
- 2015년 크라운제과 아이스하임
- 2015년 넥슨 클로저스
- 2015년 넥슨 마비노기
- 2018년 넥슨 엘소드
- 2020년 덴마크 인포켓 치즈

### 방송
- 2015년 12월 5일 SBS 《동상이몽, 괜찮아 괜찮아》 - 패널
- 2016년 3월 28일 KBS2 《대국민 토크쇼 안녕하세요》 - 패널
- 2016년, 2018년 MBC 《미스터리 음악쇼 복면가왕》 - 임시 패널, 어리다고 놀리지 말아요~♬ 지금은 소공녀시대! (참가자)
- 2016년 8월 27일 MBC 《마이 리틀 텔레비전》 - 강형욱 보조
- 2016년 Mnet 《힛 더 스테이지》 - 유권 (조연)
- 2016년 9월 14일 MBC 《아이돌 요리왕》 - 산들 보조
- 2017년 KBS Joy 《아이돌 드라마 공작단》 - 고정출연
- 2017년 1월 25일 tvN 《수요미식회》
- 2018년 tvN 《식량일기 닭볶음탕 편》 - 고정출연
- 2019년 8월 KBS2 《대국민 토크쇼 안녕하세요》 - 패널
- 2019년 12월 8일 SBS 《런닝맨》 - 게스트
- 2021년 7월 22일 MBC TV 《심야괴담회》- 19회 게스트
- 2021년 1월 6일 MBC TV 《심야괴담회》- 40회 게스트
- 2022년 1월 6일 채널A 《도시어부3》- 게스트
- 2022년 2월 1일,2일 SBS 《판타스틱 패밀리-DNA 싱어》 - 패널
- 2022년 11월 10일 유튜브 《선미의 SHOW 터뷰》 - 게스트
- 2023년 1월 14일,21일 JTBC 《아는형님》 - 게스트
- 2024년 3월 7일 유튜브 《노빠꾸 탁재훈》- 게스트

### 영화
- 2019년 구스 베이비 - 오키 역 (한국어 더빙)

## 수상 목록

### 가요 프로그램 1위
| 연도           | 수상 내역(총 2회)                                                    |
| -------------- | -------------------------------------------------------------------- |
| 2020년(총 1회) | - 숲의 아이(총 1회) - 9월 15일 SBS MTV 《더 쇼 시즌 5》 더 쇼 초이스 |
| 2022년(총 1회) | - SELFISH(총 1회) - 11월 22일 SBS MTV 《더 쇼 시즌 5》 더 쇼 초이스  |

## 같이 보기
- 오마이걸
- WM 엔터테인먼트